# Soulside Journey
Albums de Darkthrone
A Blaze in the Northern Sky
(1992)
Soulside Journey est le premier album studio du groupe norvégien Darkthrone.
Il faut noter le fait qu'il s'agit d'un album de death metal. Il s'agit du seul album du genre produit par le groupe. Après, Darkthrone se lancera dans le black metal, produisant notamment sa Unholy Trinity. À cause de la différence de genre, cet album est souvent renié par le groupe, estimant que leur premier véritable album est son successeur, A Blaze in the Northern Sky.
L'album a été ré-édité en 2003 par le label Peaceville Records sous format Digipak.
L'album est sorti au cours de l'année 1991 sous le label Peaceville Records.

## Musiciens
- Nocturno Culto – chant, guitare
- Zephyrous – guitare
- Dag Nilsen – basse
- Fenriz – batterie

## Liste des morceaux
| 1.    | Cromlech                       |  | 4:11 |
| 2.    | Sunrise Over Locus Mortis      |  | 3:30 |
| 3.    | Soulside Journey               |  | 4:36 |
| 4.    | Accumulation Of Generalization |  | 3:17 |
| 5.    | Neptune Towers                 |  | 3:14 |
| 6.    | Sempiternal Sepulchrality      |  | 3:32 |
| 7.    | Grave With A View              |  | 3:27 |
| 8.    | Iconoclasm Sweeps Cappadocia   |  | 4:00 |
| 9.    | Nor The Silent Whispers        |  | 3:17 |
| 10.   | The Watchtower                 |  | 4:57 |
| 11.   | Eon                            |  | 3:38 |
| 41:39 |                                |  |      |